# بورارما

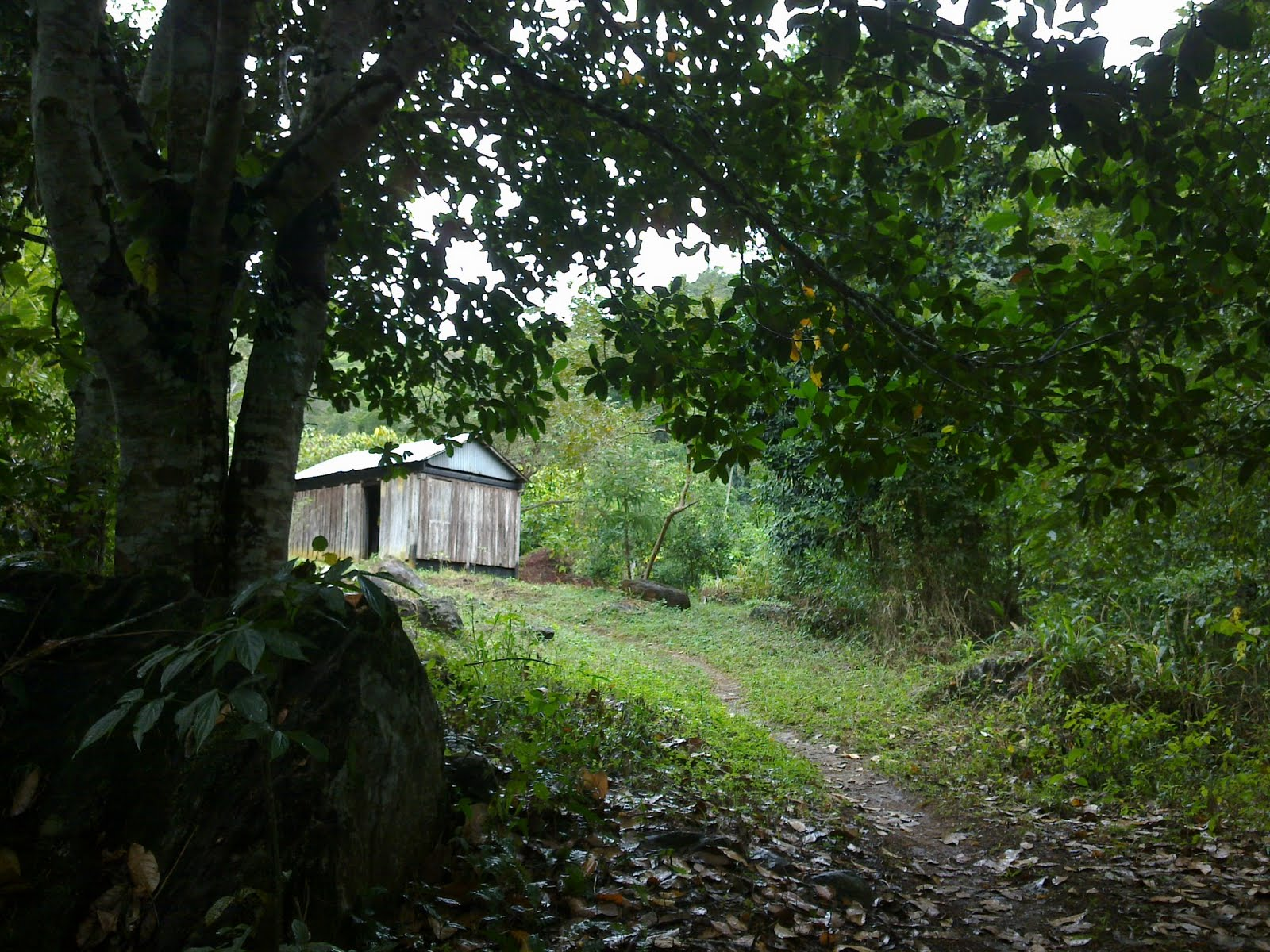
آرامش .سکوت.زندگی بدون دغدغه

بورارما (به پرتغالی: Buerarema) یک منطقهٔ مسکونی در برزیل است که در باهیا واقع شده‌است. بورارما ۱۸٬۳۰۶ نفر جمعیت دارد.